# E. Y. C.
E. Y. C. war eine amerikanische Pop- und R&B-Gruppe, die in den 1990er Jahren mehrere Charthits in Großbritannien hatte. Der Bandname ist ein Akronym für Express Yourself Clearly.

## Bandgeschichte
Ursprünglich stammt E. Y. C. aus Kalifornien. Weil sich in den Vereinigten Staaten kein Erfolg einstellte, wechselte die Gruppe nach Großbritannien. Dort gelang im Dezember 1993 mit Feelin’ Alright ein Top-20-Hit. Auch 1994 blieb das Trio auf Erfolgskurs, The Way You Work It, Number One, Black Book und One More Chance erreichten im selben Jahr die Top 20 bzw. Top 30 der UK-Charts. Black Book stieg außerdem im Dezember 1994 auf Platz 21 der Billboard Dance-Charts.
1993 und 1994 spielte E. Y. C. als Vorgruppe auf den Europatourneen von Whitney Houston, Prince und East 17. Das Debütalbum Express Yourself Clearly stand im April 1994 auf Platz 14 im Vereinigten Königreich. Nach zwei weiteren Chartnotierungen für die Singles Ooh-ah-aa (I Feel It) und In the Beginning im Jahre 1995 gelangen keine weiteren kommerziellen Erfolge, auch das 1999er Album I Feel It floppte.

## Mitglieder
- Damon Butler – Gesang
- Trey Parker – Gesang
- David Loeffler – Gesang

## Diskografie

### Alben
- 1994: Express Yourself Clearly (MCA Records)
- 1995: Put It On
- 1995: E. Y. C. – Ya! (nur Japan)
- 1995: E. Y. C. – Ya! The Express Remixes
- 1999: I Feel It

### Singles
- 1993: Get Some (mit Boo-Yaa T. R. I. B. E.)
- 1993: Feelin’ Alright
- 1994: The Way You Work It
- 1994: Number One
- 1994: Black Book
- 1994: One More Chance
- 1995: Ooh-ah-aa (I Feel It)
- 1995: In the Beginning
- 1995: One More Chance – In Memory of Tony LeMans
- 1995: Everyday (The S. D. A. Mixes)
- 1996: Put It On
- 1999: Only a Dream
- 1999: This Thing Called Love